# サッカーナバラ州代表
サッカーナバラ州代表（サッカーナバラしゅうだいひょう、英: Navarre autonomous football team）は、スペイン・ナバラ州におけるサッカーの選抜チーム。スペインの一地方の選抜チームであり、欧州サッカー連盟(UEFA)や国際サッカー連盟(FIFA)に加盟していないため、UEFA欧州選手権やFIFAワールドカップなどの国際大会への出場資格はない。

## 親善試合の結果
| 日付           | 場所     | ホーム   | アウェー       | スコア |
| -------------- | -------- | -------- | -------------- | ------ |
| 2003年12月28日 | ナバラ州 | ナバラ州 | ブルキナファソ | 4–0    |
| 2004年12月29日 | ナバラ州 | ナバラ州 | モロッコ       | 2–1    |
| 2005年12月26日 | ナバラ州 | ナバラ州 | 中華人民共和国 | 1–0    |